# Siedlung Spinnstuhl
Die Siedlung Spinnstuhl befindet sich in Gelsenkirchen-Hassel. Sie gilt als regional bedeutendes Beispiel für das Neue Bauen der 1920er Jahre.

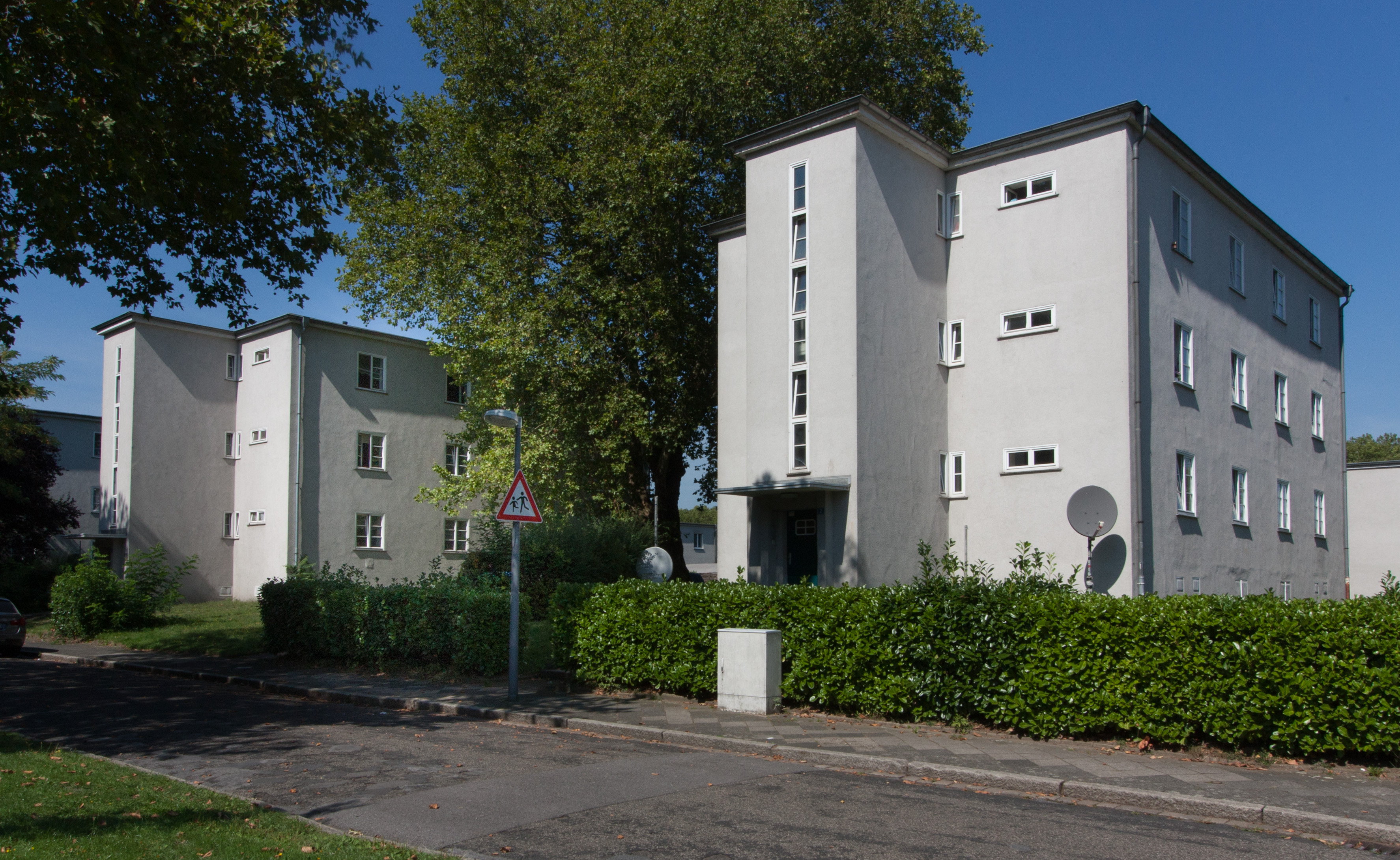
Solitärgebäude im Innern und am Rand, Reihenhäuser, Fenster und Haustüren, Treppenhausvorsätze, Grünflächen, Baumpflanzungen, zentrale Platz

In der 1926 bis 1928 erbauten Siedlung gruppieren sich im Zentrum am namensgebenden Platz „Spinnstuhl“ sieben, in Form eines V angeordneten Solitärgebäude. Auf der weiteren Fläche befinden sich fünf Zeilen mit Reihenhäusern in Gruppen von zwei bis vier Einheiten. An den Außenseiten der symmetrischen Siedlung stehen nochmal vier Solitärgebäude. Diese zweistöckigen Mehrfamilienhäuser haben ein markant hervorstehendes Treppenhaus, die dreistöckigen Mehrfamilien-Doppelhäuser im Inneren der Siedlung haben zwei Treppenhäuser vom selben Typ, bei den Reihenhäusern ist das Treppenhaus integriert. Zwischen allen 91 Gebäuden liegen großzügige Freiflächen mit Wiesen, Bäumen und Gärten, es gibt halböffentliche und private, den Wohnungen zugeordnete Bereiche. Die Rückseiten der Reihenhäuser und die Grünflächen werden von einem Fußwegnetz erschlossen. Die Siedlung wird von zwei geschwungenen Straßen durchzogen, an denen sich die Reihenhäuser ausrichten. Der zentrale Platz „Spinnstuhl“ und die gleichnamige Querstraße liegen im rechten Winkel dazu. Zur Gestaltung der Siedlung gehörten auch Baumpaare, die sich zu den Wohnungseingängen hin orientierten sowie Baumalleen rund um den zentralen Platz. 
Architekt der Siedlung war Josef Rings, der im Ruhrgebiet unter anderem auch Tagesanlagen der Zeche Dahlbusch oder die Siedlung Feldhaushof gebaut hatte. Errichtet wurde Spinnstuhl von der Genossenschaft „Allgemeiner Bauverein Essen AG“, heute Allbau AG. Später ging der Wohnungsbestand in den Besitz der staatliche Zechengesellschaft über.
Die ursprünglich 402 Wohnungen hatten im Wesentlichen drei Bautypen, die nur durch die Lage der Treppenhäuser variierte. Die Kleinwohnung hatte Bad, Zimmer und Küche. Die beiden größeren Typen eine Küche als Durchgang zu zwei Schlafzimmern, ein Wohnzimmer sowie Diele und ein eigenes Bad. In den Kellern gab es Gemeinschaftswaschküchen und Trockenräume. Bei Renovierungen in den 1990er Jahren wurden viele Wohnungen zu größeren Einheiten zusammengelegt, die Fenster erneuert und eine Dämmung angebracht. Der ursprünglich hohe Anteil an Kleinwohnungen hat sich dadurch deutlich reduziert.
Die Fassaden der Gebäude sind glatt und hell verputzt, Gesimse an der Sohle und Traufe beleben die schlicht bis streng wirkenden Fronten. Die kassettierten, einfarbigen (rot, blau, grün) und noch im Original erhaltenen Haustüren werden durch ein gerades Vordach geschützt. Darüber belichtet ein geschossübergreifendes Fensterband das Treppenhaus. Die in der Fassadenebene liegende zwei- oder dreiflügeligen Wohnungsfenster sind gleichmäßig angeordnet und – bis auf die Solitätbauten – nicht mehr mit Sprossen versehen. Die Badezimmer hatten bis zur Renovierung horizontale kurze Lichtbänder. Die Fassaden werden ansonsten nur noch von Regenfallrohren unterbrochen, sie grenzen sich mit einem kleinen Vorsprung von den Flachdächern ab. 
Die Solitärbauten im Innern und am Rand der Siedlung sowie die Siedlungsanordnung und die Freiflächen stehen unter Denkmalschutz, die Reihenhäuser werden als schützenswert geführt. In zwei Innenflächen stehen Garagenhöfe aus Fertiggaragen, die nicht zum ursprünglichen Konzept gehören.

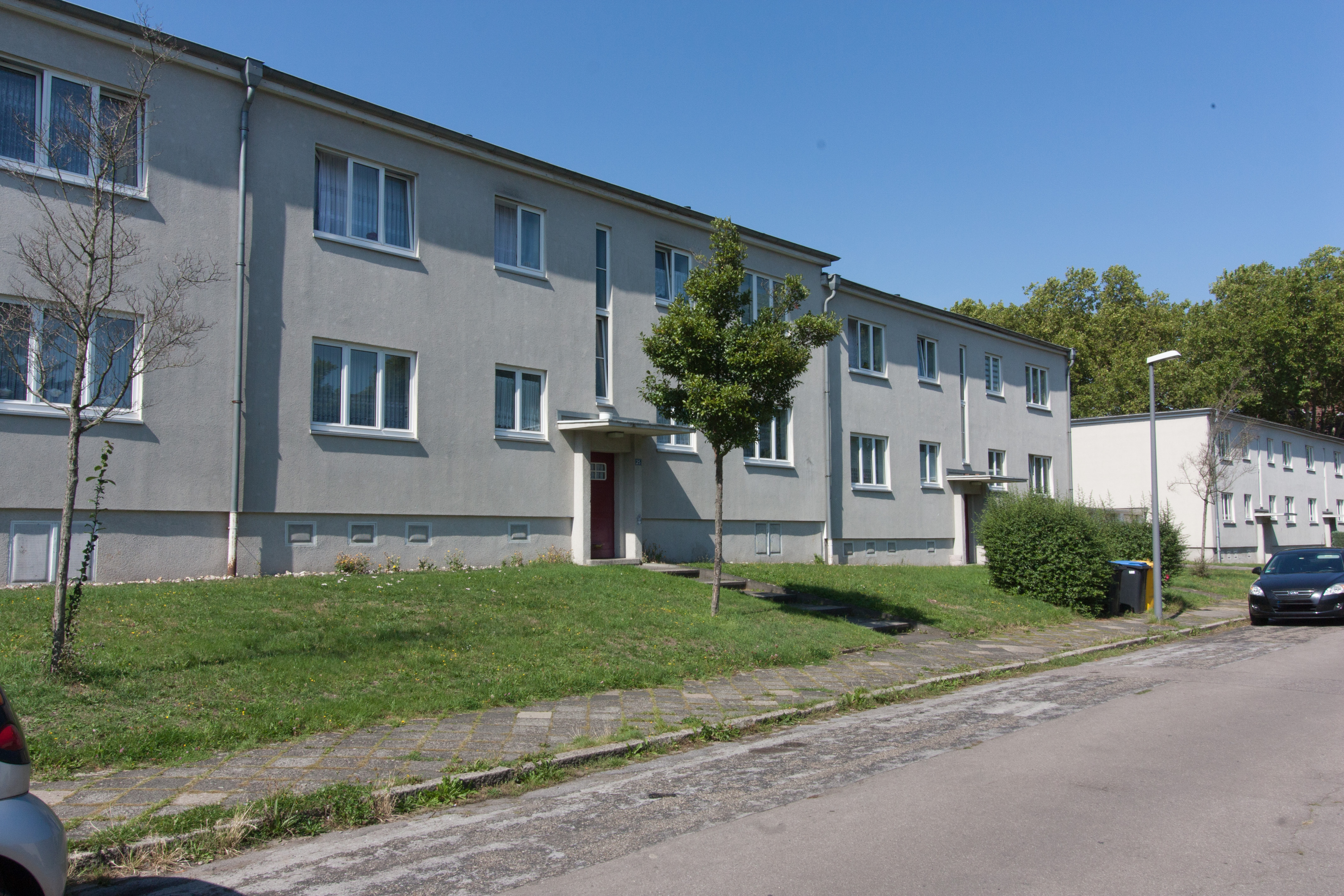
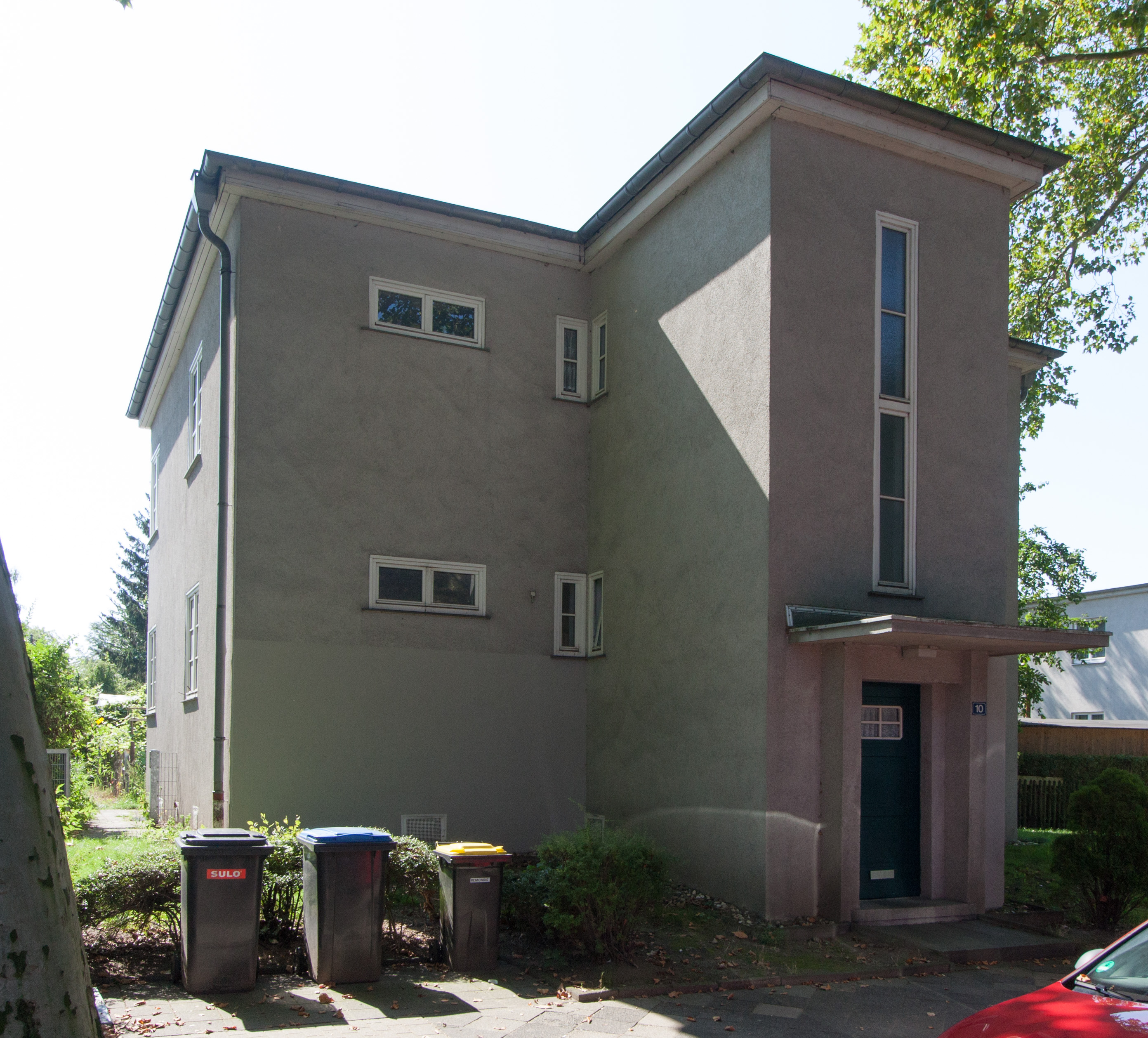